# Tom Held
Tom Held (31 de agosto de 1889 — 13 de março de 1962) foi um editor de cinema norte-americano nascido na Áustria. Ele foi indicado para dois Prêmios da Acadêmia. Ambos foram para melhor montagem, durante o 11º Prêmios da Academia. Seus dois filmes indicados foram The Great Waltz e Test Pilot.
Ele começou como um assistente de direção na década de 1920, trabalhando em filmes como, Fugitives (1929), The Sporting Venus (1925) e Fools First (1922).